# Schärding
Schärding (Oberösterreichisch: Scháréng) ist eine Stadt in Oberösterreich mit 5595 Einwohnern (Stand 1. Jänner 2025). Bekannt ist Schärding als Barockstadt am Inn, mit ihren zahlreichen barocken Bürgerhäusern und historischen Plätzen. Sie ist Bezirkshauptstadt des Bezirks Schärding und gleichzeitig lokales Zentrum für den umliegenden Bezirk.

## Geografie
Die Stadt liegt am Inn, 15 km südlich von Passau, am westlichen Rand des nördlichen Innviertels. In Schärding treffen zwei unterschiedliche Naturräume aufeinander. Der hügelige Sauwald, ein Teil der Böhmischen Masse im Norden und südlich die auslaufende Ebene des Inntals. Die Stadt liegt auf 313 m Höhe im Innviertel. Die Ausdehnung beträgt von Nord nach Süd 4,1 km, von West nach Ost 1,9 km. Die Gesamtfläche beträgt 4,08 km². 2,4 % der Fläche sind bewaldet, 31,7 % sind landwirtschaftlich genutzt.
Der Inn bildet die Grenze zum benachbarten Freistaat Bayern. Direkt gegenüber liegt auf der bayrischen Seite des Inns die Gemeinde Neuhaus am Inn, die über zwei Brücken erreichbar ist. Mit Neuhaus am Inn bildet Schärding nach bayerischen Landesentwicklungsprogramm (LEP) ein gemeinsames grenzüberschreitendes Mittelzentrum.

### Gemeindegliederung
Die Gemeinde besteht aus den Katastralgemeinden Schärding-Stadt und Schärding-Vorstadt.
Das Gemeindegebiet umfasst folgende fünf Ortschaften (in Klammern Einwohnerzahl Stand 1. Jänner 2025):
- Allerheiligen (815)
- Brunnwies (231)
- Kreuzberg (400)
- Schärding Innere Stadt (576)
- Schärding Vorstadt (3573)

### Nachbargemeinden
|                | Wernstein am Inn                            |             |
| Neuhaus am Inn | Kompassrose, die auf Nachbargemeinden zeigt | Brunnenthal |
|                | St. Florian am Inn                          |             |

## Geschichte

### Überblick
Das Gebiet um Schärding war schon seit der Jungsteinzeit besiedelt. Erste Siedlungen sind durch archäologische Funde (Lochäxte oder Flachbeile) entlang der Flussläufe von Antiesen, Inn und Pram in der Jungsteinzeit belegt. Bevor im Jahr 15 v. Chr. die Römer bis an die Donau vorstießen und das Innbaiern und Schärding Teil der römischen Provinz Noricum wurde, besiedelten Kelten das Gebiet. 488 n. Chr. ließ König Odoaker seine Truppen nach Süden abziehen.
Westgermanische Bajuwaren wanderten etwa 30 Jahre später donauaufwärts und besetzten das Gebiet zwischen Wienerwald und Lech. Die Ortsnamen mit den Endungen auf -ing, -ham und -heim weisen deutlich auf die Landnahme hin. Der Name der Bezirksstadt 'Scardinga' stammt aus der Bezeichnung für die Siedlung eines Scardo mit seiner Sippe.
Als Passauer Gutshof scardinga wurde Schärding 804 zum ersten Mal urkundlich erwähnt. Die geographisch günstige Lage des Burgfelsens in unmittelbarer Nähe des Inn wurde schon früh zur Anlage einer Befestigung genützt.
Seit dem 10. Jahrhundert entwickelte sich der Ort durch den lukrativen Handel auf dem Inn als Marktzentrum und Sitz der Grafschaft Schärding unter den bayerischen Familien Formbach-Neuburg. Ab 1160 gehörte es zur Herrschaft der Andechs-Meranien und von 1248 bis 1504 der Wittelsbacher.
Zur Zeit der frühen Kirchenorganisation im Mittelalter gehörte Schärding zur Urpfarre St. Weihflorian. Als eigenständige Pfarre wurde St. Weihflorian erstmals 1182 bezeichnet, als sie zusammen mit der Pfarre Tettenweis dem Passauer „Innbruckamt“ inkorporiert wurde, welches dem St. Ägidien-Spital in der Innstadt unterstand. Der Sprengel der Pfarre St. Weihflorian war sehr ausgedehnt: Er lag zwischen dem Wirkungsbereich der Urpfarre St. Severin sowie dem der Urpfarre Münsteuer und umfasste das Gebiet der heutigen Pfarren Brunnenthal, Schärding, St. Florian am Inn, Suben, St. Marienkirchen und Eggerding, dazu außerdem Anteile der heutigen Pfarren Taufkirchen, Lambrechten und Rainbach. Als es im Jahr 1380 zur Verlegung des Sitzes der Pfarre St. Weihflorian nach Schärding kam, wurde die Stadt selbst zum Pfarrort.
Durch die günstige Lage am Inn entwickelte sich Schärding zu einem großen Handelszentrum, besonders für Salz, Holz, Erze, Wein, Seide, Glas, Getreide, Tuchwaren und Vieh. Ende des 13. Jahrhunderts wurde dem Ort das Marktrecht verliehen. Nach häufigem Besitzerwechsel im 14. Jahrhundert wurde Schärding erstmals am 20. Jänner 1316 (durch die Wittelsbacher) und später am 24. September 1364 (durch Rudolf IV. von Habsburg) nochmals zur Stadt erhoben. 1369 beendete der Frieden von Schärding den Streit zwischen Bayern und Österreich um Tirol, das an Habsburg verpfändete Schärding selbst kam zu Bayern zurück.

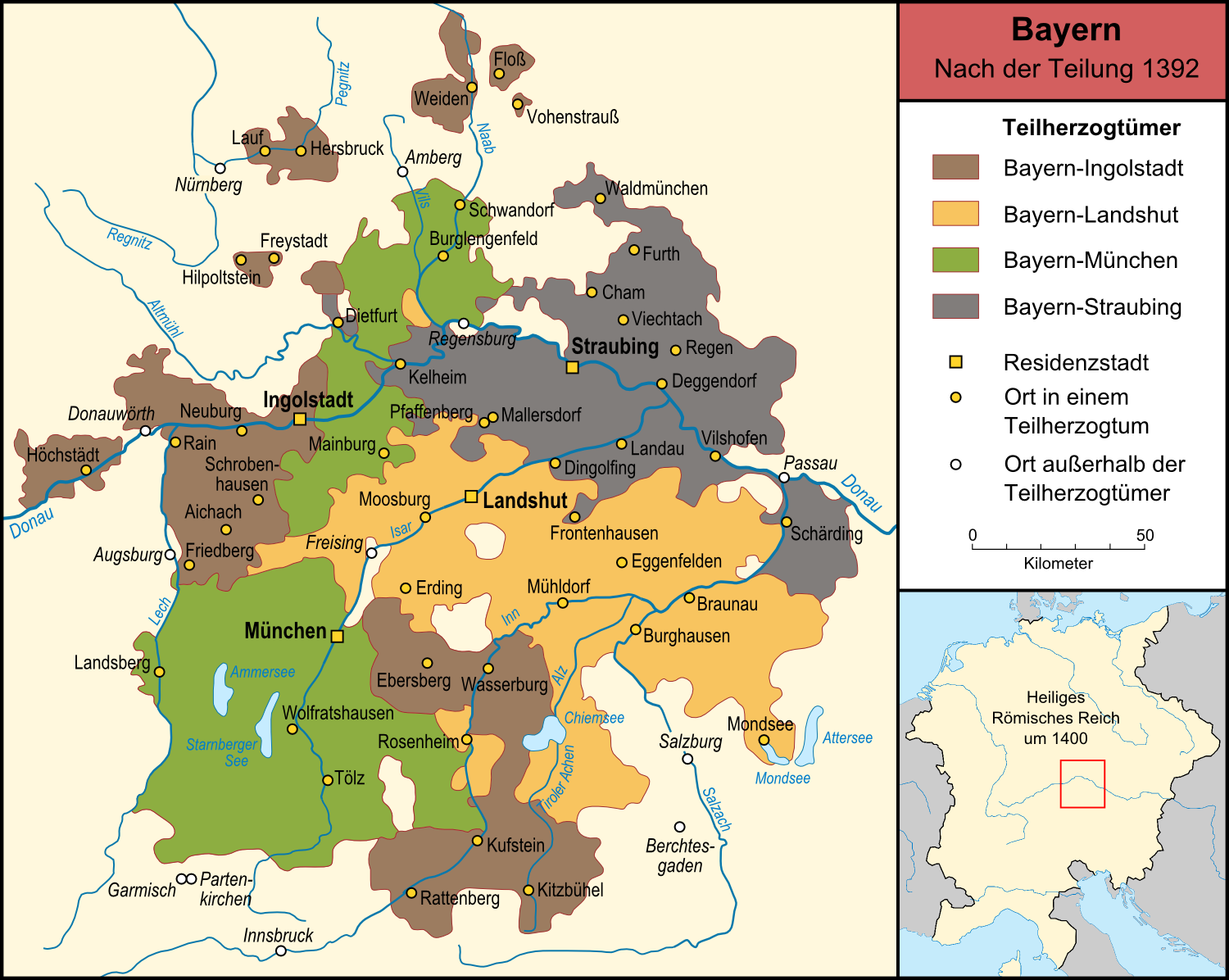
Die vier bayerischen Teilherzogtümer nach der Landesteilung von 1392

Karte von Schärding (1751)

Von 1429 bis 1436 wurden die Befestigungsanlagen der Stadt durch Herzog Ludwig den Gebarteten ausgebaut. Unter anderem wurden das äußere Burgtor, der Stadtgraben, Linzer und Passauer Tor sowie das Wassertor im Zuge dieser Baumaßnahmen errichtet. Im Jahr 1527 wurde hier der lutherische Reformtheologe Leonhard Kaiser hingerichtet. Während des Dreißigjährigen Krieges, insbesondere in den Jahren 1628, 1634, 1645, 1647 und 1651 wüteten Pestepidemien in der Stadt.

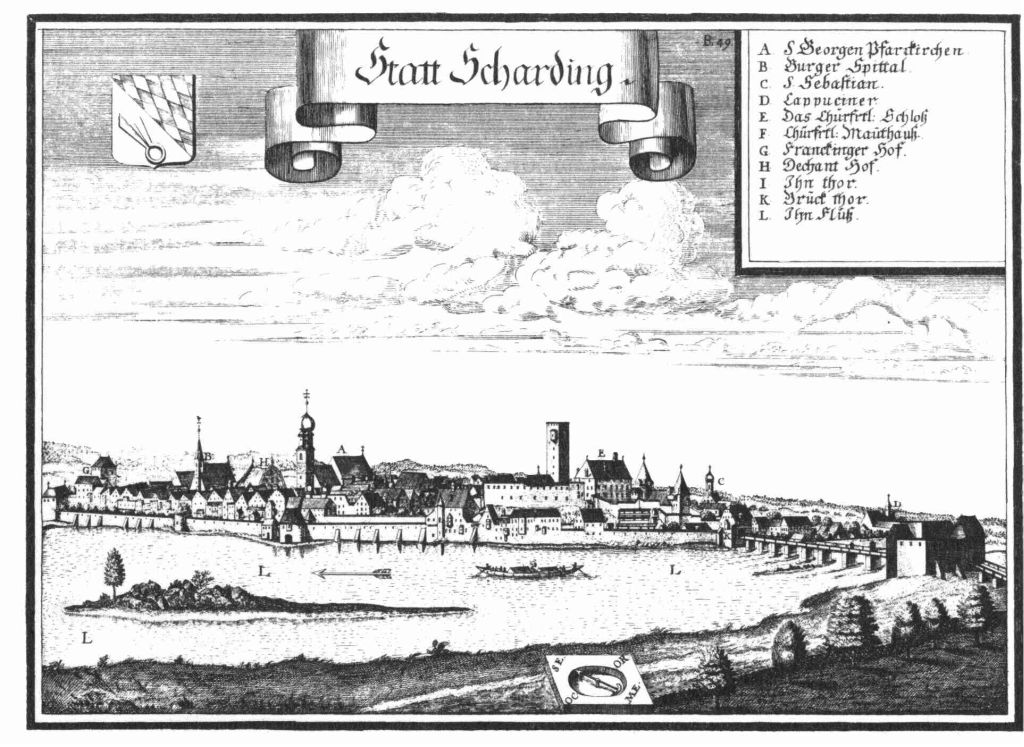
Stadt Schärding nach einem Kupferstich von Michael Wening von (1721)

Als Folge des bayerischen Erbfolgekrieges wurde im Friedensvertrag von Teschen 1779 das bis dahin bayerische Innviertel (Innbaiern) und damit auch Schärding den Habsburgern zugesprochen. Der Untere Inn, der bis dahin in erster Linie ein Handelsweg innerhalb Bayerns gewesen war, wurde damit zum Grenzfluss zwischen dem Kurfürstentum Bayern und Österreich ob der Enns.
Nachdem im Verlauf der Napoleonischen Kriege  die Stadt am 26. April 1809 niederbrannte und das Innviertel 1810 mit dem Pariser Frieden wieder zu Bayern zurückgekehrt war, kam die Stadt 1816 (Vertrag von München)  wieder in den Habsburger Einflussbereich und lag damit plötzlich am Rande des Staates; die alten Handelsverbindungen wurden durch eine Zollgrenze abgeschnitten. Schon nach der ersten Angliederung an die habsburgischen Länder 1779 war der Salzhandel zum Erliegen gekommen, da Österreich das Salz aus dem Salzkammergut bezog und überdies der Salzhandel ein staatliches Monopol war. Hinzu kam, dass mit Errichtung der Eisenbahnen der Inn seine Bedeutung als Verkehrsweg verlor. Die damit einhergehende wirtschaftliche Stagnation ist der Grund dafür, dass Schärding heute ein nahezu komplett erhaltenes historisches Stadtbild in der typischen Inn-Salzach-Architektur aufweist.

### Religionen
Die Einwohner Schärdings sind zu 83,5 %, römisch-katholisch. Zweitgrößte Religionsgemeinschaft ist der Islam mit 5,0 % der Einwohner. Evangelisch sind 2,8 % der Einwohner; 5,6 % sind ohne religiöses Bekenntnis.

### Bevölkerungsentwicklung
Von 1981 bis 2011 sank die Einwohnerzahl wegen einer negativen Geburtenbilanz trotz Zuwanderung.

## Kultur und Sehenswürdigkeiten

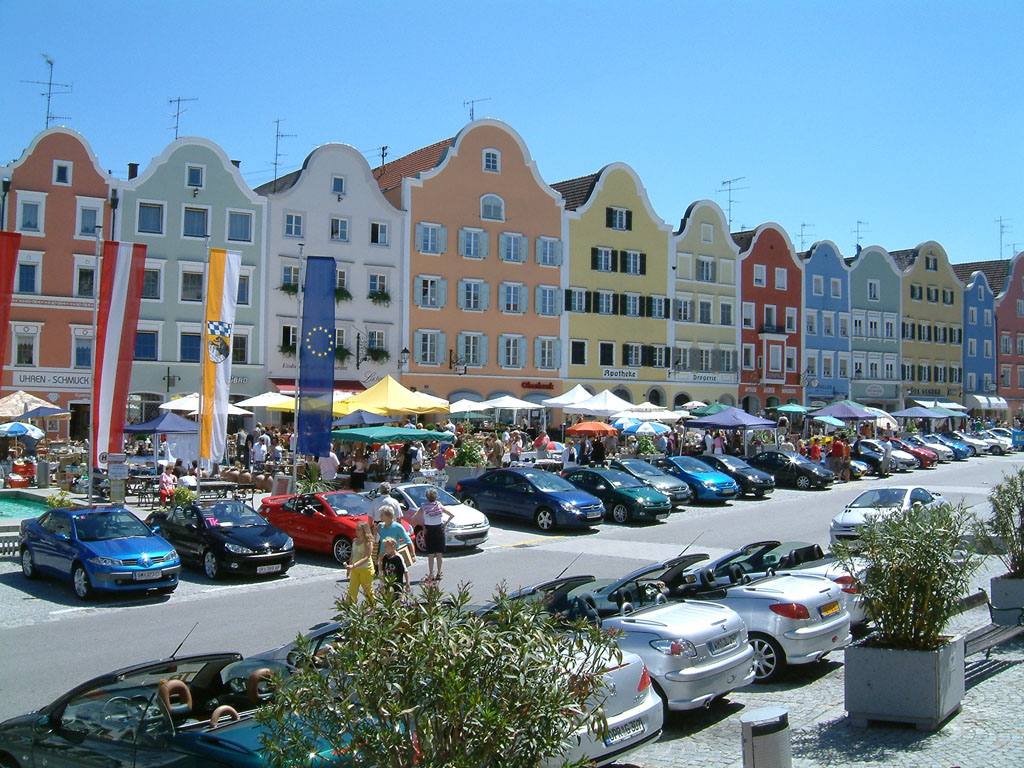
Oberer Stadtplatz

Brunnen am Stadtplatz

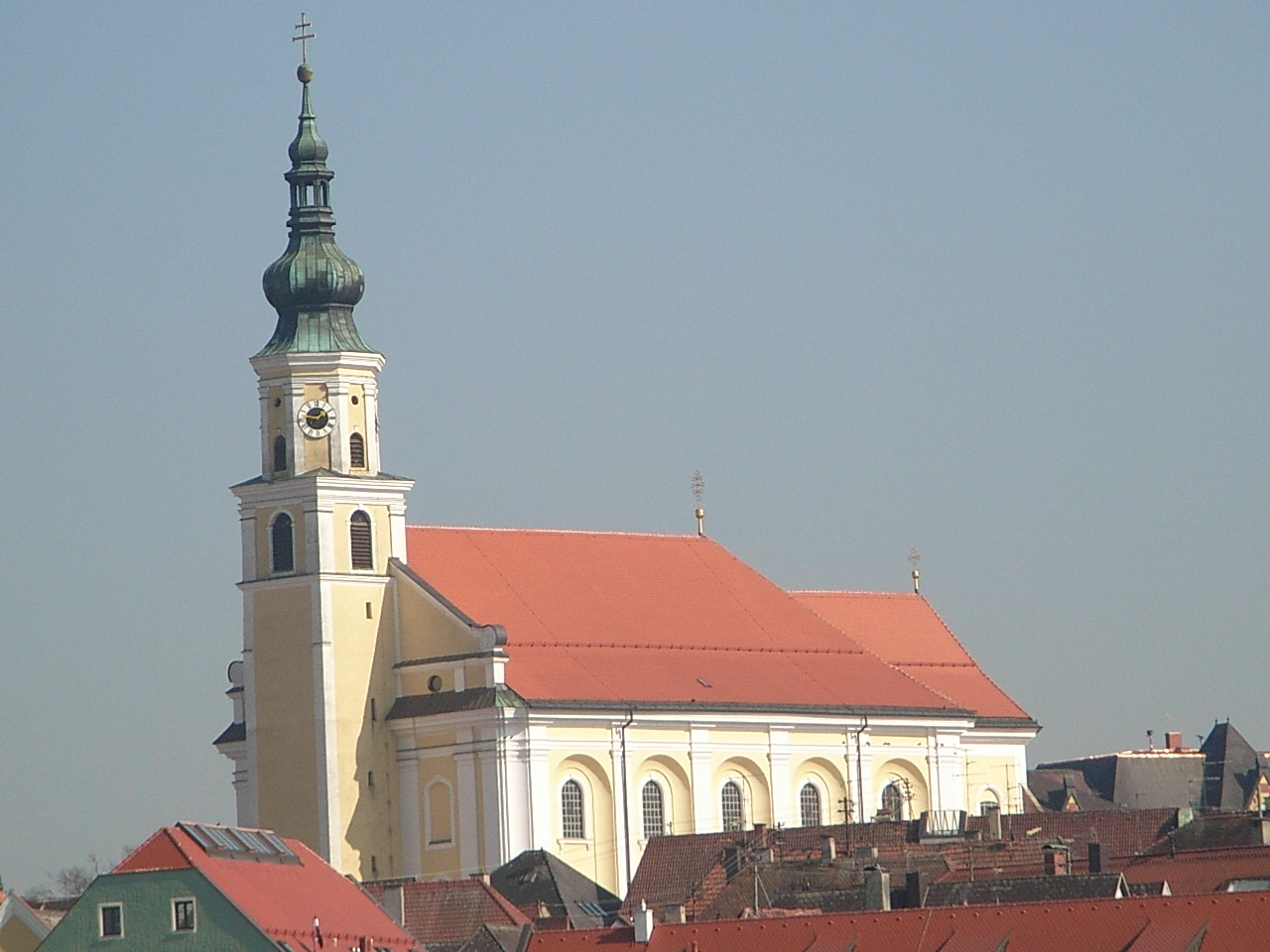
Stadtpfarrkirche Schärding

- Stadtkern: Eine Sehenswürdigkeit ist das Stadtbild mit Bürgerhäusern aus dem 16. bis 19. Jahrhundert, insbesondere die spätbarocke Silberzeile am Oberen Stadtplatz, umgeben von einer weitgehend erhaltenen Stadtmauer mit mehreren mittelalterlichen Stadttoren (Wassertor, Linzer Tor, Passauer Tor). Schärding in seinem geschlossenen, farbenfrohen barocken Architekturbild ist ein typischer Vertreter des Inn-Salzach-Stils.
- Katholische Stadtpfarrkirche Schärding hl. Georg: Mitte des 14. Jahrhunderts errichtet, von 1720 bis 1726 barock umgestaltet
- Kirche am Stein: Die Kirche am Stein wurde nach einer Pestepidemie im 17. Jahrhundert als Sebastianskirche erbaut. Unter Joseph II. wurde sie profaniert, später zweckentfremdet als Magazin und Theater verwendet. Heute dient sie als Gotteshaus der evangelischen Gemeinde.
- Ehemalige Heilig-Geist-Bürgerspitalskirche: Sie geht auf eine Stiftung des Jahres 1474 zurück. Im Jahre 1809 brannte sie völlig aus und konnte aufgrund der finanziellen Notsituation der Stadt nicht wieder instand gesetzt werden. 1819 wurde sie profaniert. In den letzten Jahren beherbergte das Gebäude die Stadtbücherei, es dient nun als Hotel. Bemerkenswert ist das erhaltene gotische Rotmarmor-Portal mit reichem Relief im Tympanon.
- Stadtmuseum: Das Museum befindet sich im ehemaligen Vorburgtor und zeigt die Entwicklung der Stadt und ihrer Umgebung im Laufe der Geschichte.
- Oberösterreichische Landesausstellung 2004: Vom 23. April bis 2. November 2004 fand die erste Bayerisch-Oberösterreichische Landesausstellung in Schärding, Asbach, Reichersberg und Passau unter dem Motto Grenzenlos – Geschichte der Menschen am Inn statt.

Schärding ist Mitglied im Verband Kleine historische Städte.

## Wirtschaft und Infrastruktur

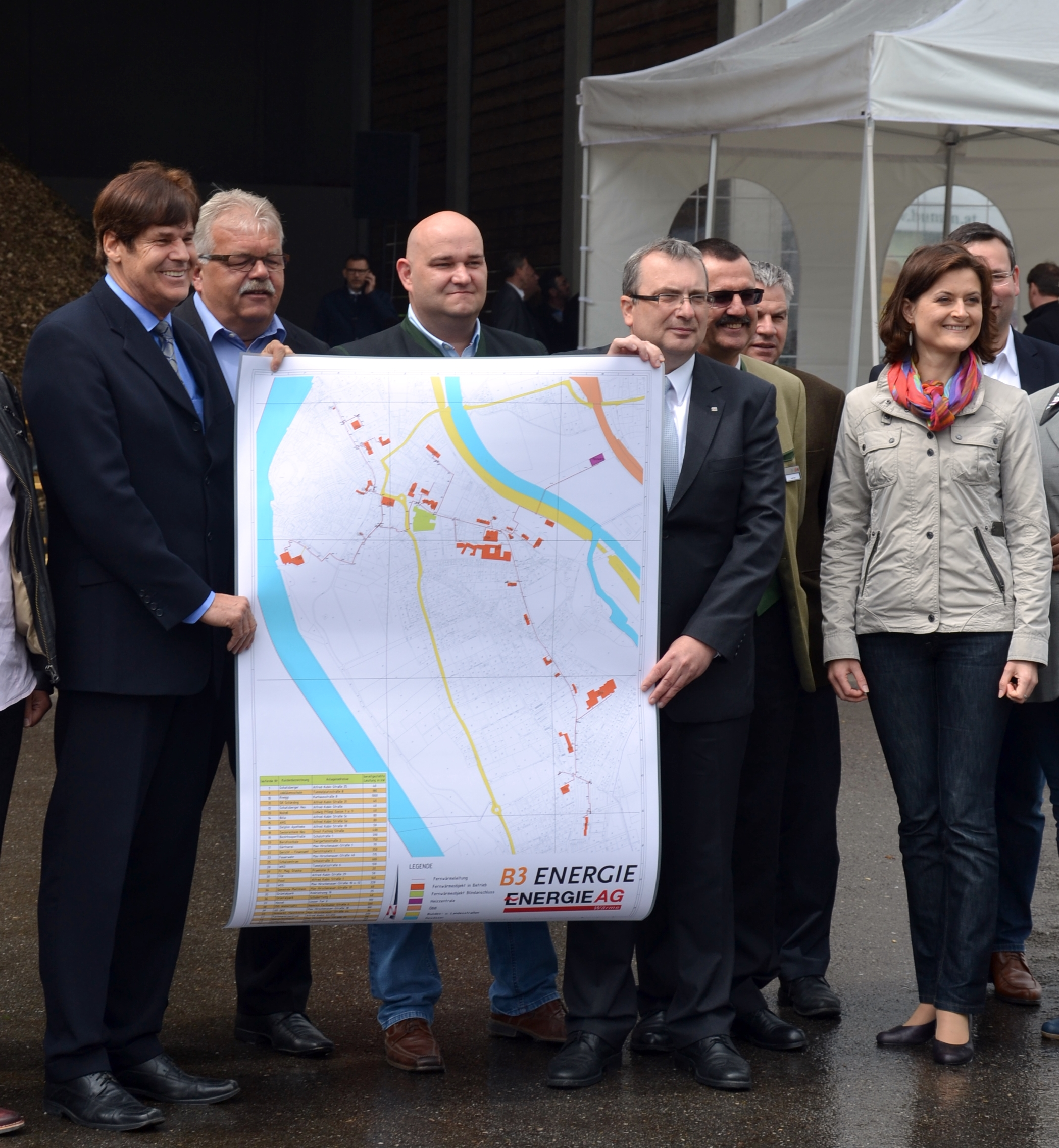
Fernwärmetrassenplan des Biomasseheizwerkes gezeigt bei der Eröffnung durch Bürgermeister Franz Angerer und der Landtagsabgeordneten Barbara Tausch

Die Wirtschaft ist überwiegend auf den Dienstleistungssektor (vor allem persönliche, soziale und öffentliche Dienste sowie Tourismus) ausgerichtet, in dem rund 70 % der Beschäftigten tätig sind. Zu den bedeutendsten Unternehmen der Stadt gehörten einst der Schärdinger Molkereiverband, die Kapsreiter-Gruppe. Mit der Brauerei Jos. Baumgartner besteht noch heute ein bedeutendes Unternehmen der Nahrungsmittelwirtschaft. Ein weiterer großer Arbeitgeber ist die Firma Hennlich.
Kraftwerk Schärding-Neuhaus: Zwischen Schärding und dem gegenüber liegenden Neuhaus am Inn befindet sich das 1961 errichtete Laufkraftwerk Schärding-Neuhaus mit einer Leistung von 96 MW.
Im Jahre 2011 erfolgte der Baubeginn für das Biomasseheizwerk, welches in Schärding mit einem Fernwärmenetz von 5.000 Trassenmeter Länge aufschließt und bis zu 17.000 MWh Biowärme versorgt. Die Biomasseanlage wurde 2014 eröffnet.

### Verkehr
- Straße: Schärding liegt nahe der Innkreisautobahn A8, die von Wels nach Passau und (als deutsche A3) weiter nach Regensburg führt. Das Bundesstraßennetz schließt durch 2 Innbrücken an das deutsche Straßennetz an.

- Bahn: Schärding liegt an dem nach Passau führenden Ast der Westbahn und ist dadurch sowohl mit dem Großraum Linz und Ostösterreich als auch mit Deutschland und ganz Westeuropa verbunden. Der Bahnhof Schärding ist Ausgangspunkt der Strecke nach Ried im Innkreis und weiter nach Attnang-Puchheim (Salzkammergutbahn) bzw. Braunau am Inn mit Fortsetzung in Deutschland über Mühldorf nach München (Innkreisbahn ab Ried)

- Schifffahrt: Die Schifffahrt auf dem Inn hat heute nur noch touristische Bedeutung, da die Innkraftwerke nicht mit schiffbaren Schleusen ausgestattet sind.

### Verwaltungen

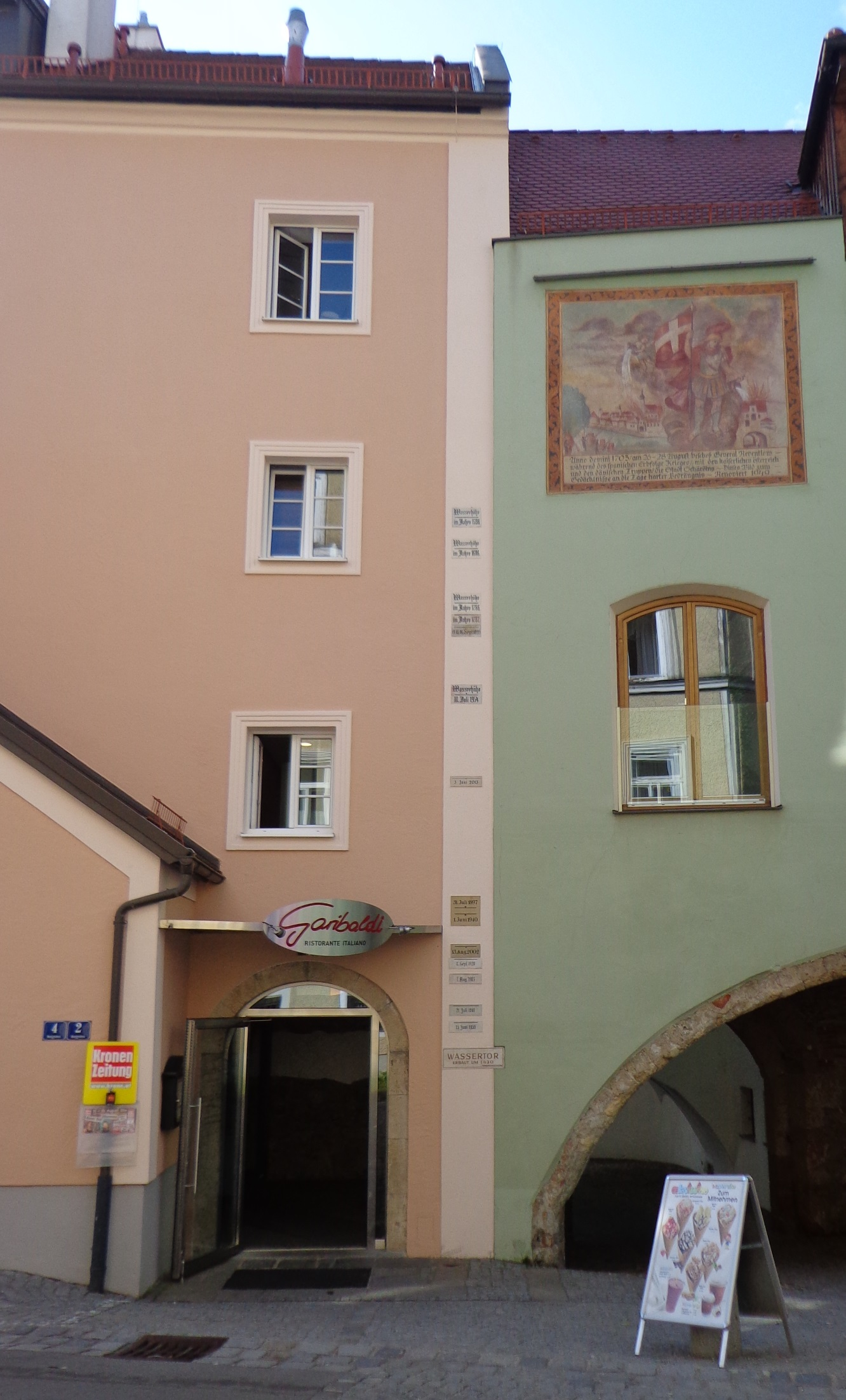
Schärding, Wassertor mit Hochwassermarken

Als lokales Zentrum ist Schärding Sitz der Bezirksverwaltungsbehörde und staatlicher Behörden unterer Ebene.
- Bezirkshauptmannschaft
- Bezirksgericht
- Finanzamt
- Dienststelle des Vermessungsamtes Ried im Innkreis

andere Dienststellen
- Zweigstelle der Österreichischen Gesundheitskasse (ÖGK)
- Bezirkspolizeikommando und Polizeiinspektion
- Stadtpolizei
- Postamt

### Gesundheit
- Landeskrankenhaus (OÖ. Gesundheits- und Spitals AG)
- Ärztezentrum Schärding (Gahleitner & Stern OG)
- Bezirksalten- und -pflegeheim
- Kneipp- und Gesundheitszentrum der Barmherzigen Brüder

### Bildung
- Volksschule
- Musikhauptschule Schärding (H1)
- Sporthauptschule Schärding (H2)
- Hauptschule für Gesundheit und neue Medien
- Allgemeine Sonderschule
- Berufsschule
- Landwirtschaftsschule (Otterbach – gehört zu St. Florian/Inn)
- Polytechnische Schule
- Berufsschule für gewerbliche Lehrberufe
- Landwirtschaftliche Berufs- und Fachschule
- Schiffsführerschule Inn-Donau
- Bundesgymnasium und Bundesrealgymnasium
- Bundeshandelsschule
- Bundeshandelsakademie
- Bundesoberstufenrealgymnasium mit sozial-kommunikativem und vokalem Schwerpunkt
- Berufsförderungsinstitut (BFI) – Erwachsenenbildung
- Landesmusikschule Schärding
- Stadtbücherei (öffentliche Bibliothek und Mediathek) in der Schloßgasse
- Volkshochschule Schärding (VHS) – Erwachsenenbildung
- Wirtschaftsförderungsinstitut (WIFI)

### Sport
- 2009, 2010 und 2011 waren Start und Ziel des Race Around Austria auf dem Stadtplatz in Schärding. Die Stadt liegt weiters am Rupertiweg, einem österreichischen Weitwanderweg.

### Vereine
- SK Schärding, der älteste Schärdinger Fußballverein. Der SKS wurde 1922 gegründet und spielte 12 Saisonen in der dritthöchsten österreichischen Spielklasse.
- ATSV Schärding
- ÖTB – TV Schärding 1862
- TV Schärding
- Stadtkapelle Schärding

Sportstätten
- Bezirkssporthalle
- Sportzentrum
- Rennbahn-Stadion SK Schärding
- Sportplatz ATSV Schärding

## Politik
Der Gemeinderat besteht aus 31 Mitgliedern.
|                       | Wahl 2003 | Wahl 2009 | Wahl 2015 | Wahl 2021 |
| --------------------- | --------- | --------- | --------- | --------- |
| ÖVP                   | 14        | 13        | 13        | 13        |
| SPÖ                   | 13        | 12        | 10        | 10        |
| FPÖ                   | 04        | 06        | 08        | 06        |
| MFG                   |           |           |           | 01        |
| Bürgerliste Schärding |           |           |           | 01        |

### Bürgermeister
Quelle
- 1850–1870: Josef Kyrle
- 1870–1876: Franz Reiß
- 1876–1898: Ludwig Pfliegl
- 1898–1911: Karl Altmann
- 1911–1913: Eduard Kyrle
- 1913–1919: Markus Hölzl
- 1919–1920: Ferdinand Brunner
- 1920–1928: Franz Birek
- 1928–1931: Josef Brandstätter
- 1931–1938: August Schmidbauer
- 1938–1945: Hans Ominger
- 1945–1946: Franz Graninger
- 1946–1949: Alois Diethör
- 1949–1967: Franz Danninger
- 1967–1981: Herbert Wöhl
- 1981–2003: Ferdinand Gstöttner (SPÖ)
- 2003–2021: Franz Xaver Angerer (ÖVP)
- seit 2021: Günter Streicher (SPÖ)

## Sonstiges
Der Kleinplanet (178243) Schaerding wurde von seinem Entdecker, Richard Gierlinger (Sternwarte Gaisberg in Rainbach), auf den Namen seiner Heimatstadt benannt.